# Peleteria mimica
Peleteria mimica är en tvåvingeart som beskrevs av Villeneuve 1913. Peleteria mimica ingår i släktet Peleteria och familjen parasitflugor.
Artens utbredningsområde är Kongo. Inga underarter finns listade i Catalogue of Life.